# Pasja życia (film)
Pasja życia (ang. Lust for Life) – film biograficzny z 1956 roku o życiu Vincenta van Gogha, nakręcony na podstawie książki Irvinga Stone’a pod tym samym tytułem, w adaptacji Normana Corwina. Film wyreżyserowali Vincente Minnelli i George Cukor, a producentem był John Houseman. Wystąpili Kirk Douglas (w roli głównej), Anthony Quinn, James Donald, Pamela Brown i Everett Sloane.

## Obsada
- Kirk Douglas jako Vincent van Gogh
- Anthony Quinn jako Paul Gauguin
- James Donald jako Theo van Gogh
- Pamela Brown jako Christine, kochanka Vincenta
- Everett Sloane jako Paul Gachet
- Henry Daniell jako Theodorus van Gogh, ojciec Vincenta
- Madge Kennedy jako Anna Cornelia van Gogh, matka Vincenta
- Noel Purcell jako Anton Mauve
- Niall MacGinnis jako Roulin
- Jill Bennett jako Willemien
- Lionel Jeffries jako doktor Peyron
- Laurence Naismith jako doktor Bosman
- Eric Pohlmann jako Colbert
- Jeanette Sterke jako Kay (Cornelia "Kee" Vos-Stricker), kuzynka Vincenta
- Toni Gerry jako Johanna (Johanna van Gogh-Bonger)

## Nagrody
Film nagrodzony został Nagrodą Akademii Filmowej dla najlepszego odtwórcy roli drugoplanowej (Anthony Quinn za rolę Paula Gauguina) oraz zdobył nominacje dla najlepszego aktora pierwszoplanowego (Kirk Douglas), za najlepszą scenografię i najlepszy scenariusz adaptowany.